# Donald L.M. Black
Donald Lachlan Moore Black, detto Don (Chegutu, 2 dicembre 1927 – 19 ottobre 2000), è stato un tennista rhodesiano.
Figlio di madre inglese e padre scozzese, debuttò a Wimbledon nel 1953, sconfiggendo nel primo turno il polacco Czeslaw Spychala e nel secondo il britannico John Horn; perse solamente al terzo turno dal belga Jacques Brichant.
Ritornò a Wimbledon nel 1954 dove perse al primo turno contro il belga Jacques Peten.
Ci riprovò a Wimbledon 1956 dove batté al primo turno il britannico Gerald Oakley e il suo connazionale Oliver Prenn al secondo turno, cedette solo contro Ashley Cooper, poi vincitore di 4 gran slam, allora ventenne. Lo stesso anno gareggio agli Internazionali di Francia 1956 dove batté l'ecuadoriano Wladimir Lerque al terzo turno e uscì, nel turno successivo, contro l'americano Arthur Larsen, vincitore degli US Open del 1950).
Nel 1957 fece la sua ultima partecipazione a Wimbledon, perdendo al primo turno contro lo spagnolo Emilio Martinez.
Nel 1963 giocò per l'ultima volta gli Internazionali di Francia e perse contro il sudafricano Abe Segal.